# محوطه حاج علی‌آباد هنام
محوطه حاج علی‌آباد هنام در شهرستان سلسله، دهستان هنام، روستای علی‌آباد واقع شده و این اثر در تاریخ ۱۸ اردیبهشت ۱۳۸۰ با شمارهٔ ثبت ۳۷۵۲ به‌عنوان یکی از آثار ملی ایران به ثبت رسیده است.